# イスラエルを支持するキリスト教徒連合
イスラエルを支持するキリスト教徒連合（Christians United for Israel）は、イスラエルを支援するアメリカのキリスト教組織。
アメリカのすべての親イスラエル教会、パラチャーチ組織、省庁、または個人が、聖書の問題に関連する問題でイスラエルを支援する為に協力できる全国協会として作られた。
米国で最大の親イスラエル組織で、710万人のメンバーがいる。
 ジョン・ハギーが創設者兼会長として

、ダイアナ・ハギーとシャリ・ドリンジャーが共同事務局長として運営されている
。

## 歴史
CUFIは、1975年にデビッドA.ルイスによって設立された。
福音派の牧師ジョン・ハギーは、ルイス博士に自分の組織がCUFIを名乗る許可を求め、許可された。

ハギーは、アメリカのクリスチャン指導者たちに、彼の同名の新組織立ち上げに参加するよう呼びかけた。
宗派、メガチャーチ、メディア省、出版社、プロテスタント大学を代表する400人以上の指導者が支持を表明、現在のCUFIが創設された。
2006年2月7日に作られた組織を合法的に組み込みテキサス州サンアントニオで運営されており、ハギーは長い間そこで個人の組織を運営していた。
2008年に『キャンパスプログラム』が開始される。
CUFIの最初の大学支部は、カリフォルニア州立大学ベーカーズフィールド校に設立された。

2011年のCUFIワシントンサミットで、「CUFI on Campus」の支部が75以上の大学のキャンパス作成あるいは作成途中と報告され、合計225のキャンパスに存在すると報告された。

2017年11月の時点で、CUFIアクションファンドのサンドラハジーパーカー会長が大学のキャンパスでの『反ユダヤ主義の証拠を調査する公聴会』で議会の前「キャンパスのCUFIは300を超える、積極的に存在する支部は全国に200」「2008年の開始以来、3500人以上の学生『キャンパスプログラム』を受けた」と証言した。

2012年3月、会員数が100万人を超え米国を拠点とする最大の親イスラエル組織になった節目を迎えた。

2015年1月までに、会員数が200万人を超えた。

2018年12月の時点で、会員数が510万人を超えた。

2018年4月、設立以来初めて事務局長が交代した。
事務局長のデビッド・ブロークが辞任し戦略担当取締役として別の役職に就き、CUFI創設者兼会長のジョン・ハギーの妻であるダイアナ・ハギーと、2007年からCUFIの副所長を務めていたユダヤ人女性のシャリ・ドリンジャーが共同事務局長となった。 ハギーは2人の女性への支持を表明し、「何年もの間ダイアナとシャリは舞台裏で協力して、アメリカのクリスチャンシオニストコミュニティの力を、イスラエルに有益な声として利用してきた。彼女ら貢献がなければ、今の様な組織にはなりませんでした。彼女たちがスタッフを率いれば将来は明るい」と証言。

## 活動

### イスラエルを称える為の夜会
CUFIはイスラエルおよびユダヤ人とキリスト教の連帯のアピールに、米国中の都市で『イスラエルを称える為の夜会』を開催している。

地元のユダヤ人コミュニティの参加をしばしば要請した。

集められた資金はイスラエルでの活動の為、地元のユダヤ人連合に提供されることがよくある。
イベントの1つが2010年にミネソタの雑誌TCJewfolkによって取り上げられた。

### ワシントン/イスラエルサミット
イスラエルの代表者とCUFIの代表者が個人的に話すことができるように、毎年ワシントンDCサミットを開催している。
特定の現在の出来事に対応して、CUFIはまた、Rapid Response Alerts動員し、イスラエルに対する支持を高め、また米国議会に働きかけている。

2017年7月17日、マイク・ペンス副大統領は、毎年恒例のCUFIワシントンDCサミットで数千人のCUFI参加者と話した。

### イスラエルを称える為の全国夜会2008、2009、2010
2008年7月22日、イスラエルを称える為の全国夜会を開催した。
ダン・ギラーマン大使、ジョン・ハギー牧師、ジョセフ・リーバーマン上院議員が講話をした。
CUFIは初めて幾人かの著名なカトリック指導者を迎え、ハギーが彼らと団結のショーをした。
7月20〜23日に毎年ワシントンでサミットを開催した。
イスラエルのネタニヤフ首相は、2010年のビデオ会議について演説した。

### シオンの娘たち
『シオンの娘達』はCUFIの内部組織である、イスラエルと言う国を支援する為の話し合いや実際の行動に移したい、アメリカ国内の教会、組織、教会の部署、個人などを纏める、全国的な協会。
2007年8月、アメリカ合衆国のすべての主要都市の協力体制を構築する為に設立された。
教会、自宅、オフィス、または礼拝に適した場所に作る事が出来る(出張所の場所の制限が緩い)。
『シオンの娘達』はジョン・ハギーとリン・ハモンドによって設立された。

### CUFIオンキャンパス
CUFIの最初の大学支部は、カリフォルニア州ベーカーズフィールドのカリフォルニア州立大学に設立され、『CUFI on Campus』と呼ばれていた。
他の米国のキャンパスでより類似組織を作る計画が立てられた。
2011年にワシントンD.C.で開催されたCUFI年次総会で、75を超える新しい支部が設立される過程にあることが発表され、全国で225の大学にあった。

### 2019年CUFIサミット
2019年7月8日にワシントンD.C.で首脳会談開催した。
創設者のジョンハギー、イスラエルの首相ベンヤミン・ネタニヤフ、米国副大統領マイク・ペンスが講演者として参加した。

## 姿勢

### ユダヤ人への支援
CUFIの第4回年次大会で、フロリダ州レイクランドのウィズアウトウォールズセントラルの主任牧師、スコットトーマスCUFIフロリダ州長は「イスラエルに対するCUFIの支援はキリスト教の終末論とは関係がない、キリストの再臨を早める為にできることは何もないと信じているから」と述べた。
また、創世記の第12章を引用し「神はユダヤ人を祝福する人々を祝福し、ユダヤ人を呪う人々を呪う」と述べ、「キリスト教信仰はユダヤ教の基盤なしには存在できない」と述べた。

ユダヤ教とキリスト教の理解と協力のためのセンター（CJCUC）などのユダヤ教の異教徒間の組織と提携してる。

### 反ハマース活動
2012年11月、Twitterと米国政府に『ハマスによるTwitterの使用を禁止する』請願書を提出した。

## 理事会
- ジョン・ハギー牧師、CUFIの創設者兼全国委員長
- スコット・トーマス牧師、フリーライフチャペル、CUFIフロリダ州ディレクター
- キース・バトラー司教、創設者兼牧師、Word of Faith International Christian Center
- ハッピー・コールドウェル牧師、アガペ教会の創設者兼牧師、ビクトリー・テレビジョン・ネットワークの創設者
- マックハモンド牧師、リビングワードクリスチャンセンターシニア牧師
- マイケル・リトル、イスラエルの主席代表、クリスチャン・ブロードキャスティング・ネットワーク
- ジョージ・モリソン牧師、真実と生命の省庁の創設者[21]

ジェリー・ファルウェル、2007年に亡くなる以前、理事会メンバーだった。 

### CUFIカナダ
チャールズマクベティ、全国委員長

### CUFIイギリス
2015年に設立。